# Kính hiển vi điện tử quét
Kính hiển vi điện tử quét (tiếng Anh: scanning electron microscope, thường viết tắt là SEM), là một loại kính hiển vi điện tử có thể tạo ra ảnh với độ phân giải cao của bề mặt mẫu vật bằng cách sử dụng một chùm điện tử (chùm các electron) hẹp quét trên bề mặt mẫu. Việc tạo ảnh của mẫu vật được thực hiện thông qua việc ghi nhận và phân tích các bức xạ phát ra từ tương tác của chùm điện tử với bề mặt mẫu vật.

## Lược sử về kính hiển vi điện tử quét
Kính hiển vi điện tử quét lần đầu tiên được phát triển bởi Zworykin vào năm 1942 là một thiết bị gồm một súng phóng điện tử theo chiều từ dưới lên, ba thấu kính tĩnh điện và hệ thống các cuộn quét điện từ đặt giữa thấu kính thứ hai và thứ ba, và ghi nhận chùm điện tử thứ cấp bằng một ống nhân quang điện. 

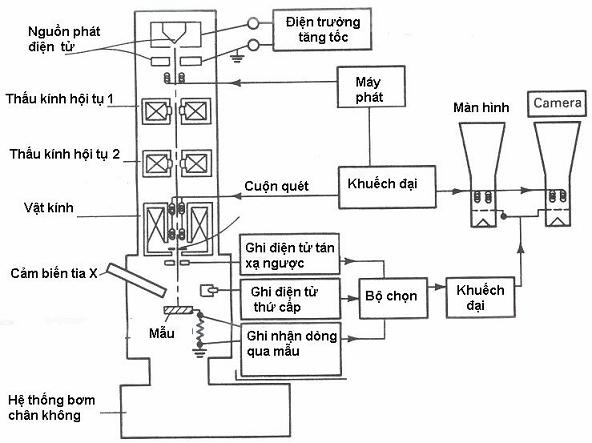
Sơ đồ khối kính hiển vi điện tử quét

Năm 1948, C. W. Oatley ở Đại học Cambridge (Vương quốc Anh) phát triển kính hiển vi điện tử quét trên mô hình này và công bố trong luận án tiến sĩ của D. McMullan với chùm điện tử hẹp có độ phân giải đến 500 Angstrom. Trên thực tế, kính hiển vi điện tử quét thương phẩm đầu tiên được sản xuất vào năm 1965 bởi Cambridge Scientific Instruments Mark I.

## Nguyên lý hoạt động và sự tạo ảnh trong SEM
Việc phát các chùm điện tử trong SEM cũng giống như việc tạo ra chùm điện tử trong kính hiển vi điện tử truyền qua, tức là điện tử được phát ra từ súng phóng điện tử (có thể là phát xạ nhiệt, hay phát xạ trường...), sau đó được tăng tốc. Tuy nhiên, thế tăng tốc của SEM thường chỉ từ 10 kV đến 50 kV vì sự hạn chế của thấu kính từ, việc hội tụ các chùm điện tử có bước sóng quá nhỏ vào một điểm kích thước nhỏ sẽ rất khó khăn. Điện tử được phát ra, tăng tốc và hội tụ thành một chùm điện tử hẹp (cỡ vài trăm Angstrong đến vài nanomet) nhờ hệ thống thấu kính từ, sau đó quét trên bề mặt mẫu nhờ các cuộn quét tĩnh điện. Độ phân giải của SEM được xác định từ kích thước chùm điện tử hội tụ, mà kích thước của chùm điện tử này bị hạn chế bởi quang sai, chính vì thế mà SEM không thể đạt được độ phân giải tốt như TEM. Ngoài ra, độ phân giải của SEM còn phụ thuộc vào tương tác giữa vật liệu tại bề mặt mẫu vật và điện tử.
Khi điện tử tương tác với bề mặt mẫu vật, sẽ có các bức xạ phát ra, sự tạo ảnh trong SEM và các phép phân tích được thực hiện thông qua việc phân tích các bức xạ này. Các bức xạ chủ yếu gồm:
- Điện tử thứ cấp (Secondary electrons): Đây là chế độ ghi ảnh thông dụng nhất của kính hiển vi điện tử quét, chùm điện tử thứ cấp có năng lượng thấp (thường nhỏ hơn 50 eV) được ghi nhận bằng ống nhân quang nhấp nháy. Vì chúng có năng lượng thấp nên chủ yếu là các điện tử phát ra từ bề mặt mẫu với độ sâu chỉ vài nanomet, do vậy chúng tạo ra ảnh hai chiều của bề mặt mẫu.
- Điện tử tán xạ ngược (Backscattered electrons): Điện tử tán xạ ngược là chùm điện tử ban đầu khi tương tác với bề mặt mẫu bị bật ngược trở lại, do đó chúng thường có năng lượng cao. Sự tán xạ này phụ thuộc rất nhiều vào thành phần hóa học ở bề mặt mẫu, do đó ảnh điện tử tán xạ ngược rất hữu ích cho phân tích về độ tương phản thành phần hóa học. Ngoài ra, điện tử tán xạ ngược có thể dùng để ghi nhận ảnh nhiễu xạ điện tử tán xạ ngược, giúp cho việc phân tích cấu trúc tinh thể (chế độ phân cực điện tử). Ngoài ra, điện tử tán xạ ngược phụ thuộc vào các liên kết điện tại bề mặt mẫu nên có thể đem lại thông tin về các đômen sắt điện.

## Một số phép phân tích trong SEM
- Huỳnh quang catốt (Cathodoluminesence): Là các ánh sáng phát ra do tương tác của chùm điện tử với bề mặt mẫu. Phép phân tích này rất phổ biến và rất hữu ích cho việc phân tích các tính chất quang, điện của vật liệu. Thiết bị kính hiển vi điện tử quét Jeol 5410 LV tại Trung tâm Khoa học Vật liệu, Đại học Quốc gia Hà Nội

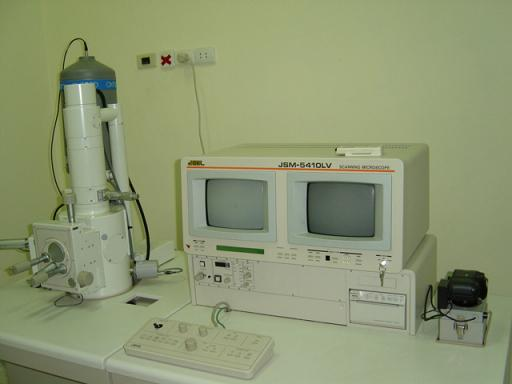
Thiết bị kính hiển vi điện tử quét Jeol 5410 LV tại Trung tâm Khoa học Vật liệu, Đại học Quốc gia Hà Nội

- Phân tích phổ tia X (X-ray microanalysis): Tương tác giữa điện tử với vật chất có thể sản sinh phổ tia X đặc trưng, rất hữu ích cho phân tích thành phần hóa học của vật liệu. Các phép phân tích có thể là phổ tán sắc năng lượng tia X (Energy Dispersive X-ray Spectroscopy - EDXS) hay phổ tán sắc bước sóng tia X (Wavelength Dispersive X-ray Spectroscopy - WDXS)...
- Một số kính hiển vi điện tử quét hoạt động ở chân không siêu cao có thể phân tích phổ điện tử Auger, rất hữu ích cho các phân tích tinh tế bề mặt.
- SEMPA (Kính hiển vi điện tử quét có phân tích phân cực tiếng Anh: Scanning Electron Microscopy with Polarisation Analysis) là một chế độ ghi ảnh của SEM mà ở đó, các điện tử thứ cấp phát ra từ mẫu sẽ được ghi nhận nhờ một detector đặc biệt có thể tách các điện tử phân cực spin từ mẫu, do đó cho phép chụp lại ảnh cấu trúc từ của mẫu.

## Ưu điểm của kính hiển vi điện tử quét
Mặc dù không thể có độ phân giải tốt như kính hiển vi điện tử truyền qua nhưng kính hiển vi điện tử quét lại có điểm mạnh là phân tích mà không cần phá hủy mẫu vật và có thể hoạt động ở chân không thấp. Một điểm mạnh khác của SEM là các thao tác điều khiển đơn giản hơn rất nhiều so với TEM khiến cho nó rất dễ sử dụng. Một điều khác là giá thành của SEM thấp hơn rất nhiều so với TEM, vì thế SEM phổ biến hơn rất nhiều so với TEM.

## Một số ảnh chụp bằng SEM

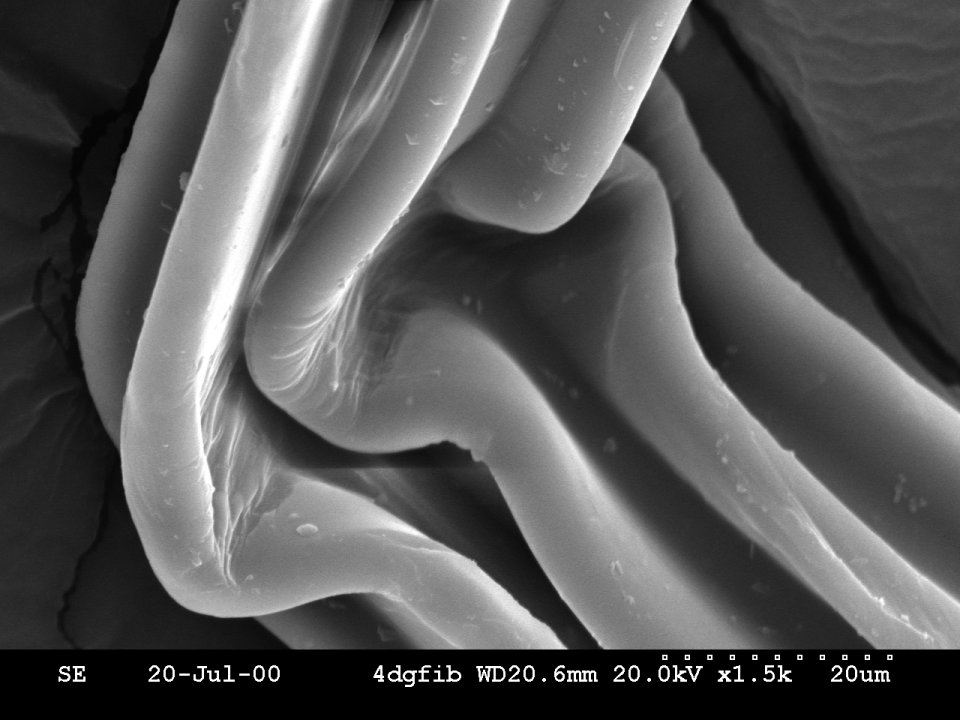
.
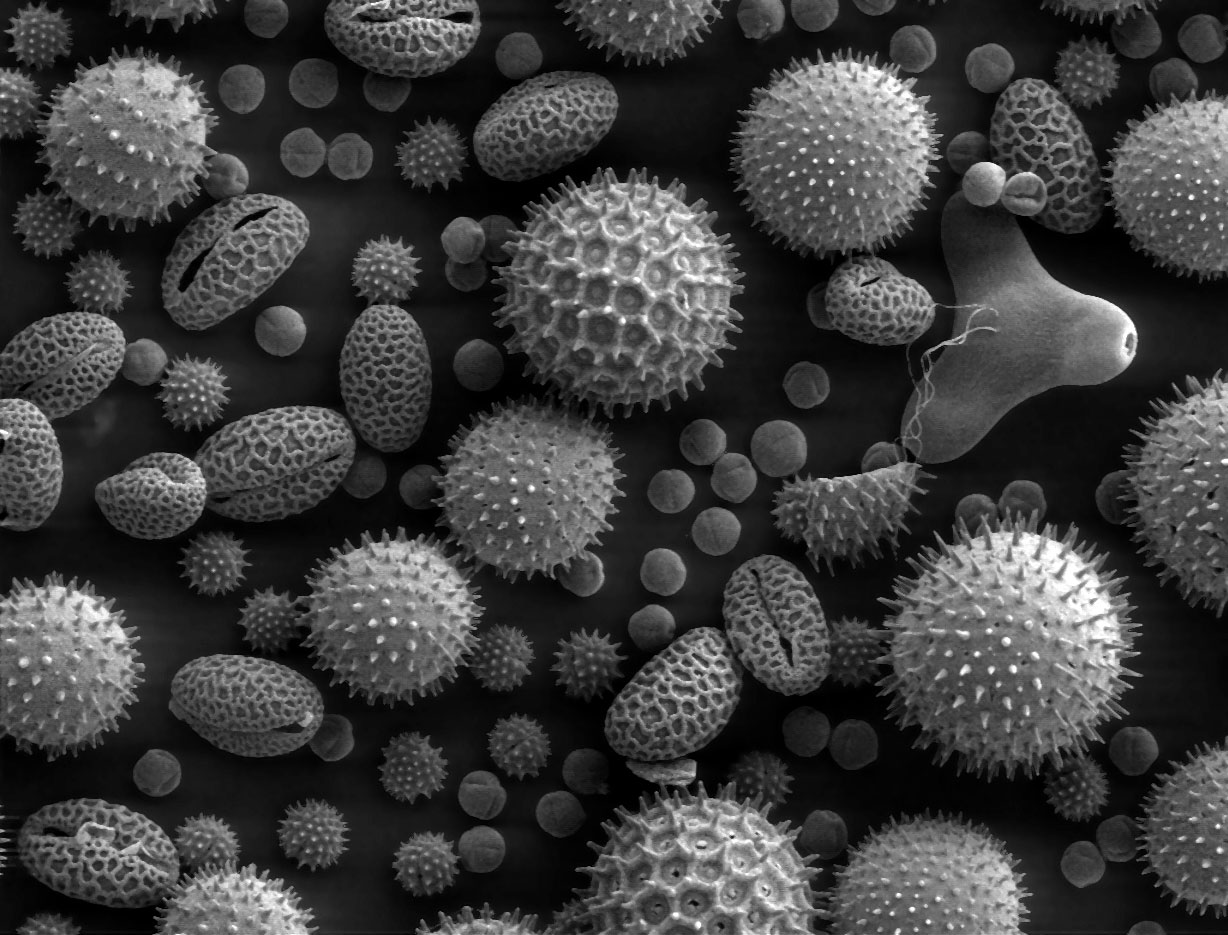
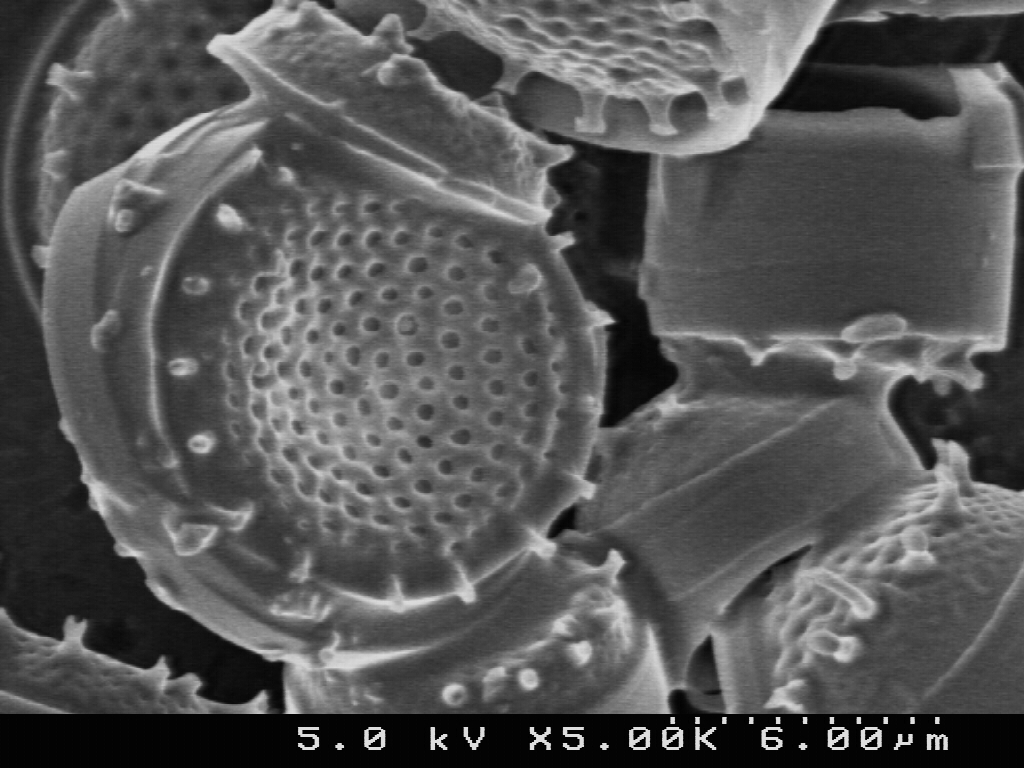
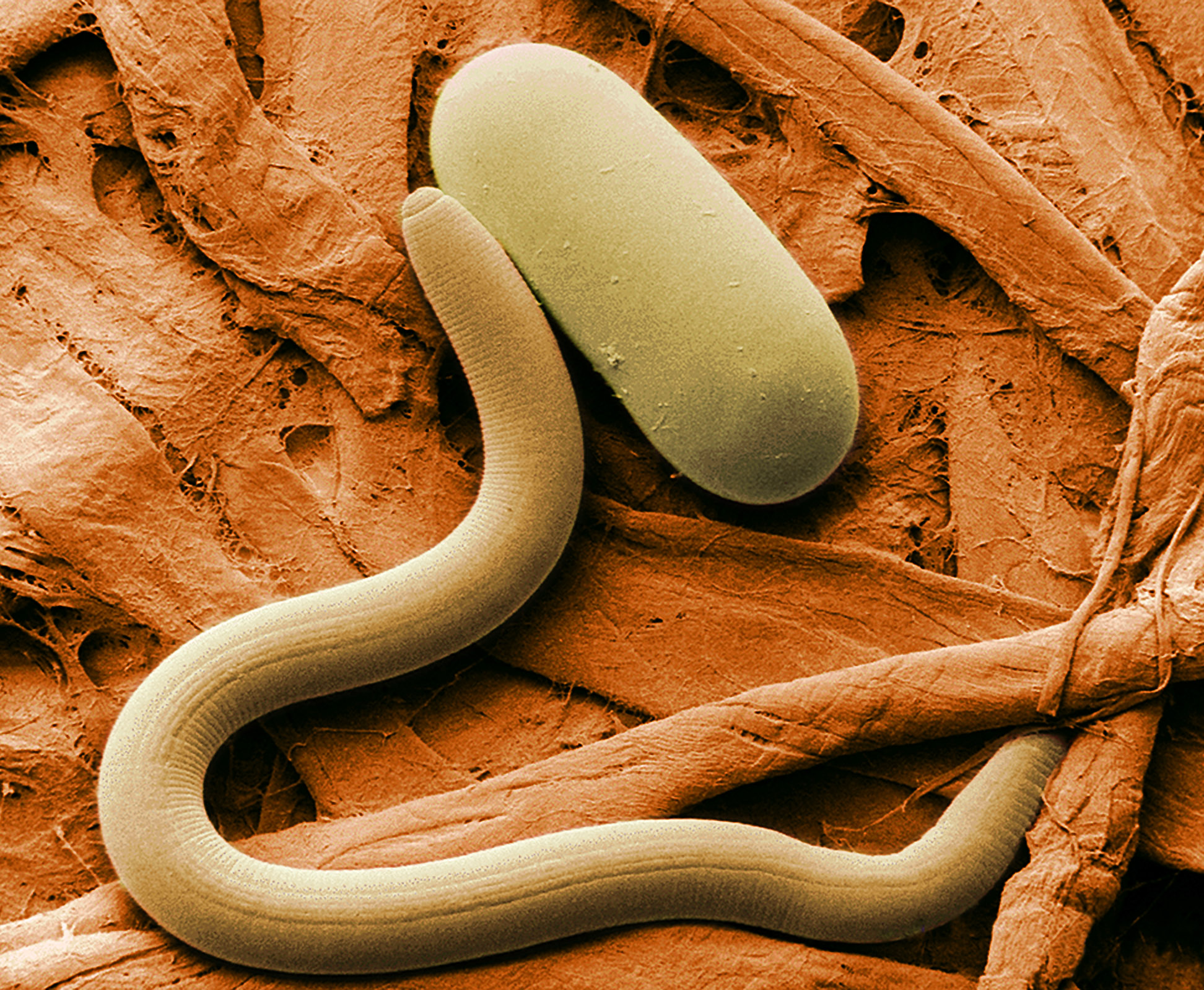
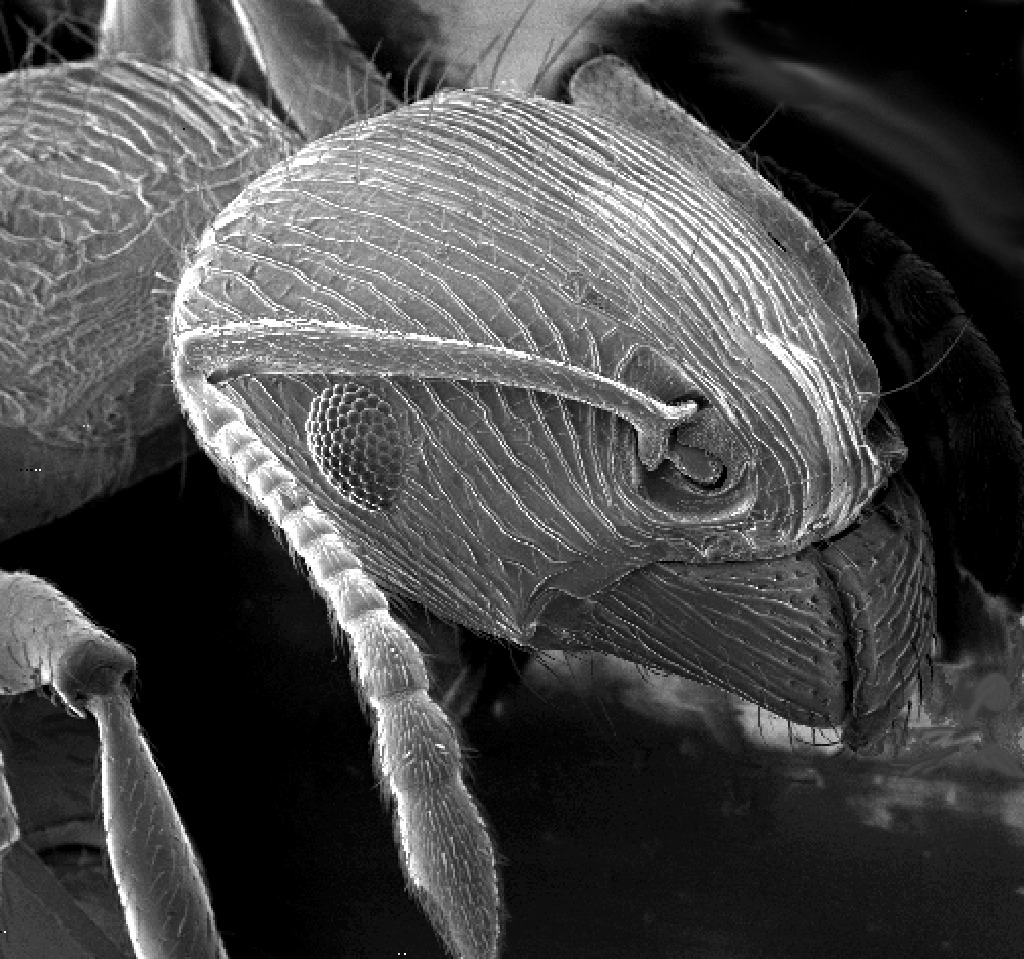
Đầu kiến
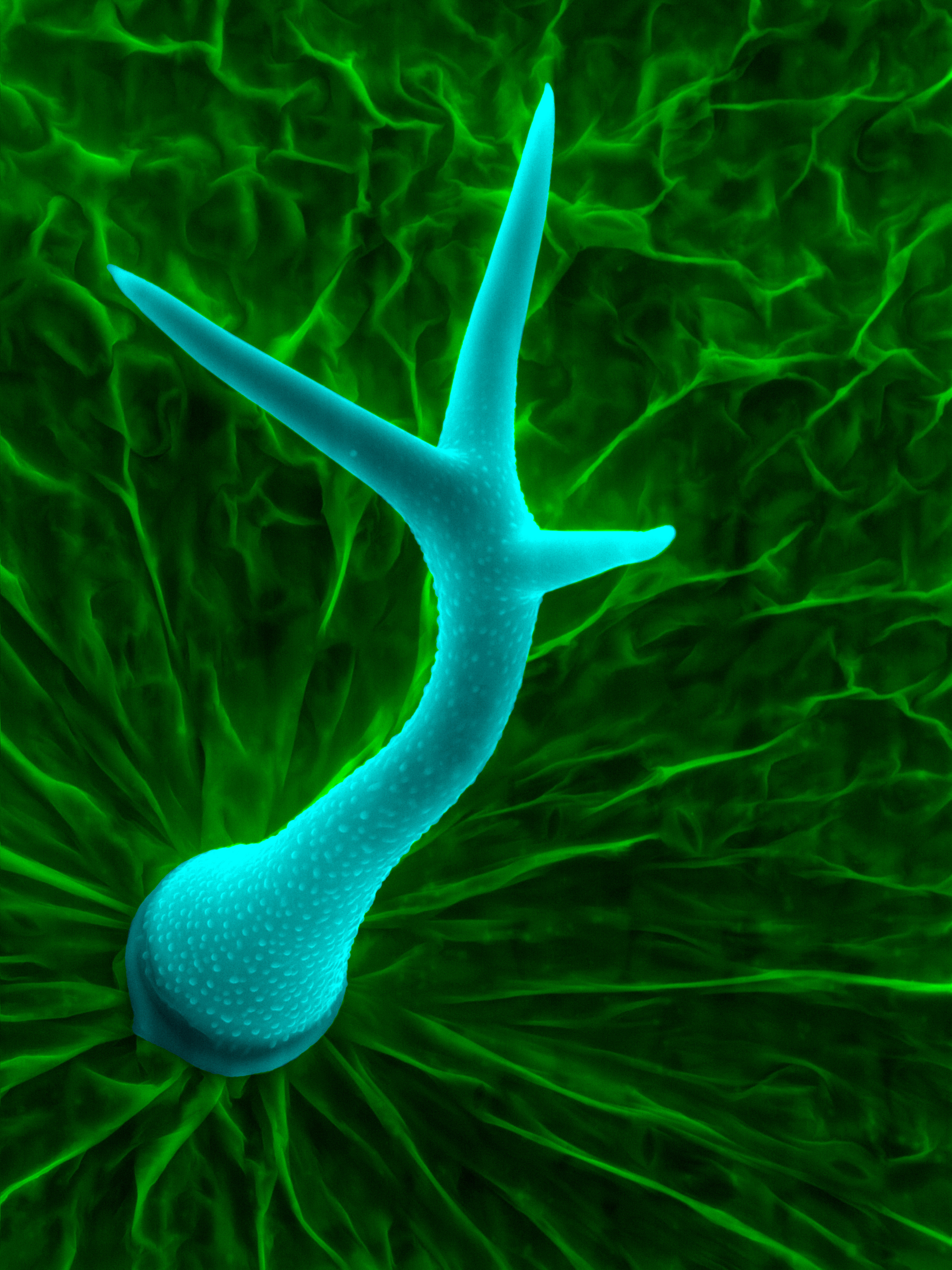
tóc Arabidopsis thaliana
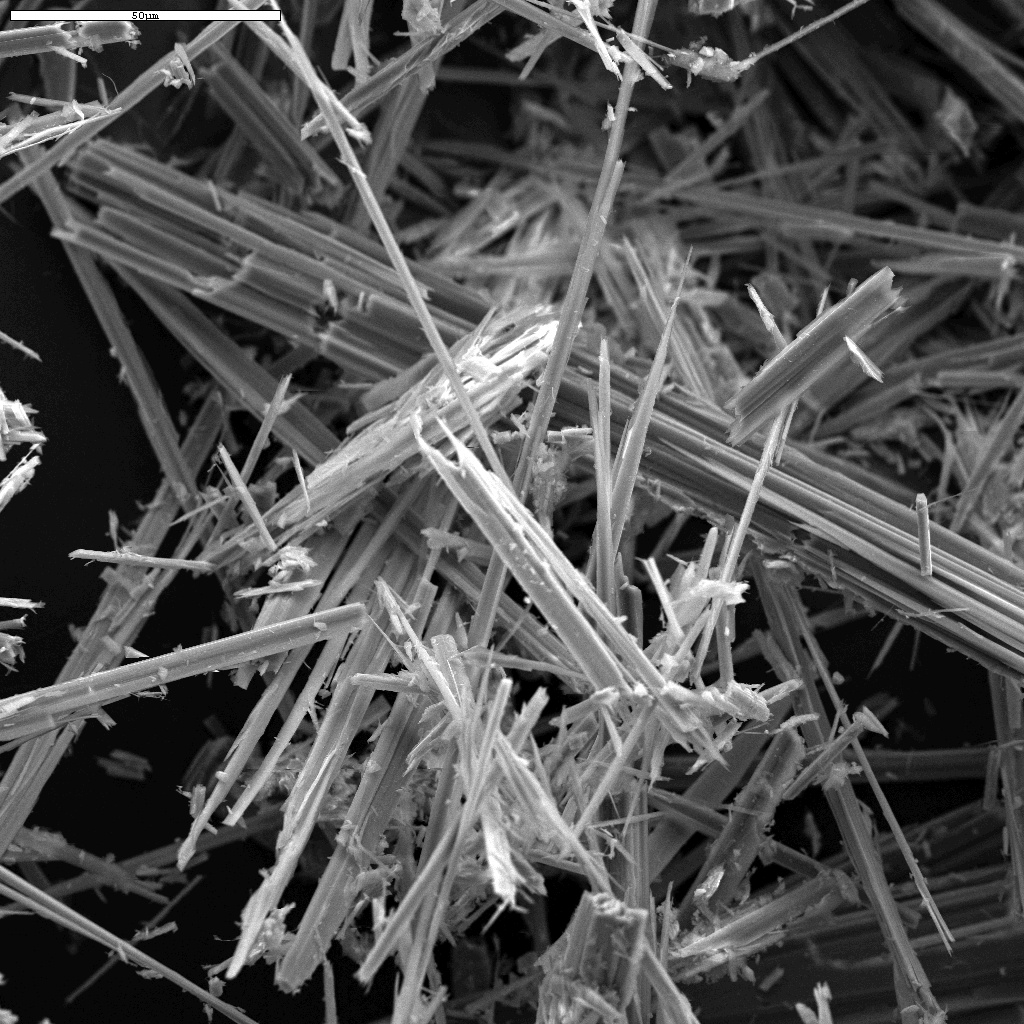
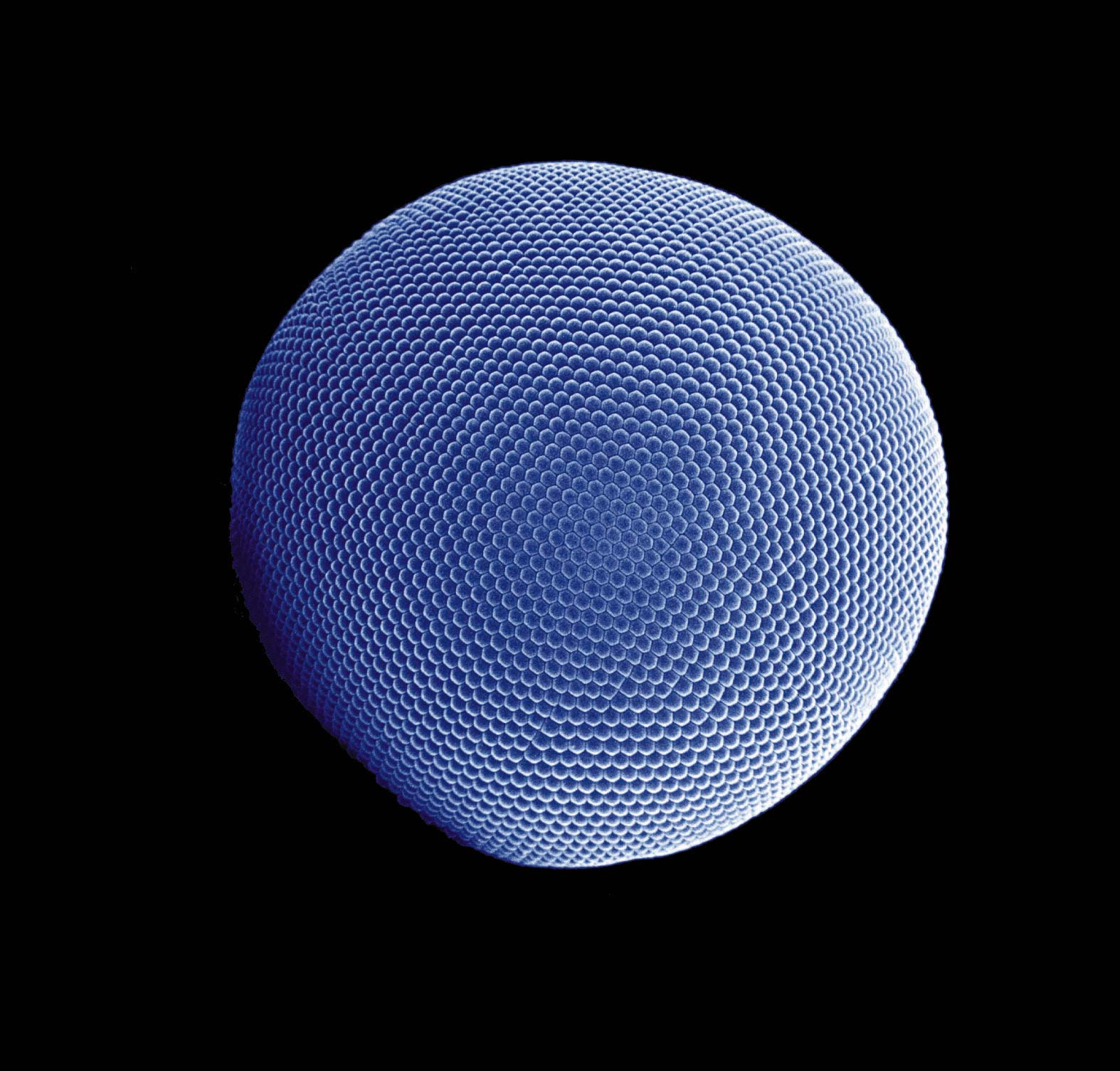
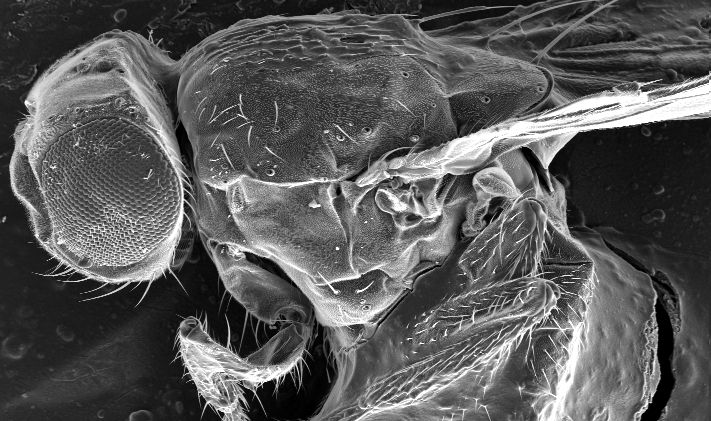
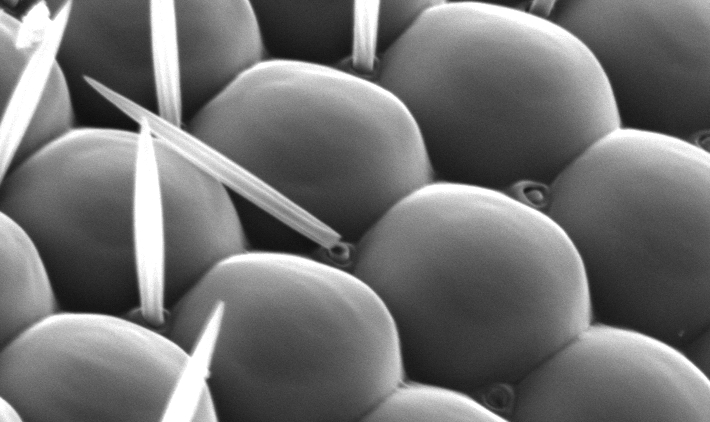
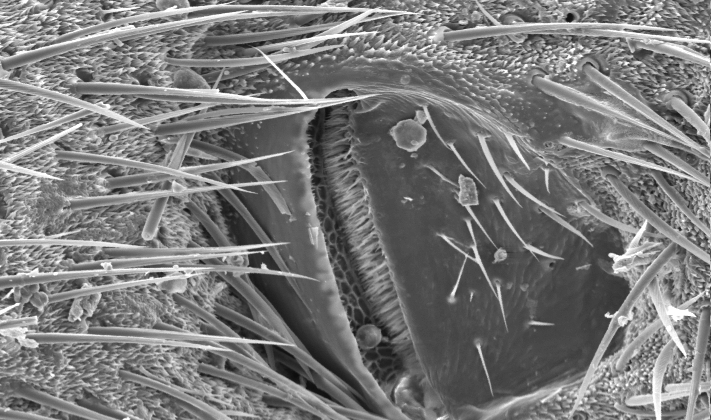
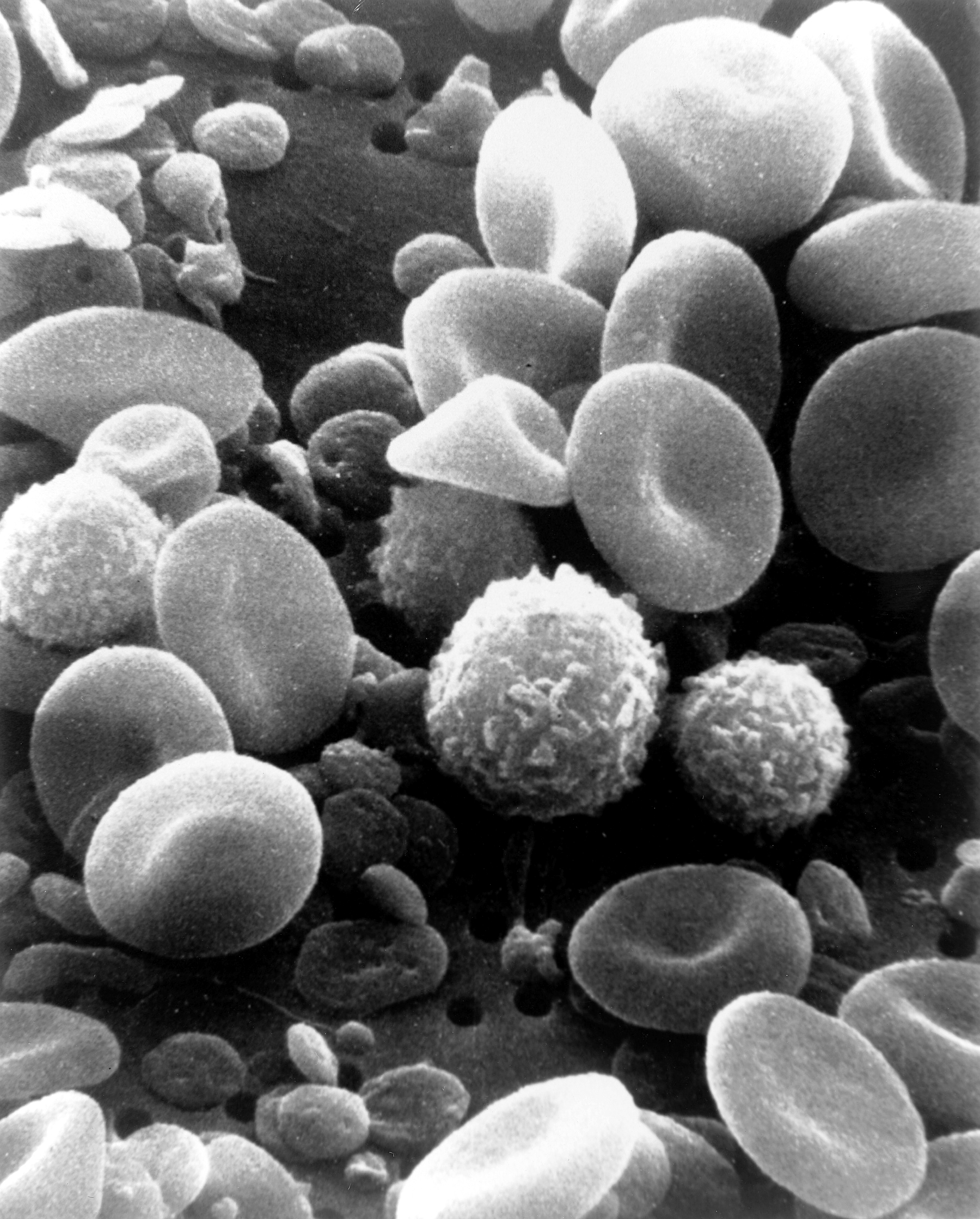